# Потоцкий, Ян Кароль
Ян Ка́роль Пото́цкий (пол. Jan Karol Potocki; ум. 1674) — военный и государственный деятель Речи Посполитой, ротмистр коронных войск, кравчий подольский и подкоморий брацлавский.

## Биография
Представитель польского магнатского рода Потоцких герба «Пилява». Сын ротмистра королевского Николая Потоцкого (ум. 1642) и Екатерины Мауроцци (ум. после 1669). Брат — полковник Станислав Потоцкий.
Участник обороны Збаража (10-25 июля 1649 года). Он возглавлял собственную казацкую хоругвь, входившую в состав полка кравчего коронного Николая Остророга. После заключения Зборовского договора (22 августа 1649 года) между польским правительством и Богданом Хмельницким Ян Кароль Потоцкий и староста сокальский Зигмунд Денгоф были переданы в качестве пленников крымским татарам, союзникам Богдана Хмельницкого, чтобы гарантировать выплату Речью Посполитой обещанных денежных сумм. Во время своего пребывания в качестве пленника в Бахчисарае Ян Кароль Потоцкий подружился с Субхан Гази-агой, который руководил походом на польские владения в 1656 году.
В апреле 1650 года Ян Кароль Потоцкий вернулся из плена на родину, где стал ротмистром казацкой хоругви из 100 всадников. Его хоругвь входила в состав полка воеводы подольского Станислава Реверы Потоцкого. Зимой-весной 1651 года Ян Кароль Потоцкий участвовал в экспедиции на Украину польской армии под командованием гетмана польного коронного Мартына Калиновского. Затем он участвовал в битвах с казаками под Берестечком и Белой Церковью. На сеймике во Владимире 11 июня 1652 года волынские шляхтичи рекомендовали наградить его за военные заслуги. На генеральном сеймике русских земель 8 марта 1653 года он был избран послом (депутатом) на сейм от Брацлавского воеводства. В 1654 году он получил должность подчашего подольского.
Во время шведского вторжения в Польшу в 1655 году Ян Кароль Потоцкий вошел в состав делегации, направленной к шведскому королю Карлу X Густаву от подчинившегося ему кварцяного войска Речи Посполитой. Тем не менее, уже 29 декабря 1655 года он участвовал в создании Тышовецкой конфедерации, созданной в поддержку короля Яна Казимира Вазы и направленной против шведских оккупантов. В 1656 году Ян Кароль Потоцкий участвовал в битвах со шведами на реке Сан, под Варкой, экспедиции в Великую Польшу и в трехдневном сражении под Варшавой. В 1657 году он принимал участие в военной кампании против трансильванского князя Юрия Ракоци, которая закончилась поражением последнего в битвах при Чёрном Острове и Меджибоже. 21 июня 1658 года Ян Кароль Потоцкий был избран на сеймике во Владимире послом на вальный сейм в Варшаве.
28 марта 1661 года Ян Кароль Потоцкий был избран послом на сейм и стал членом комитета по запорожским войскам. В 1663—1664 годах он участвовал в неудачной экспедиции польского короля Яна Казимира Вазы на Левобережную Украину. Он принадлежал к группе ротмистров, которые пользовались поддержкой королевского двора. В этот период Потоцкий отвечал за выполнение некоторых миссий польского командования. Во время рокоша Ежи Себастьяна Любомирского Ян Кароль Потоцкий сохранил верность польской короне. Ещё до отречения от трона Яна Казимира Потоцкий получил должность подкомория брацлавского в качестве награды за свои военные заслуги.
В 1669 году на элекционном сейме Ян Кароль Потоцкий был депутатом от Брацлавского воеводства, подписал элекцию (избрание на престол) князя Михаила Корибута-Вишневецкого. В 1671 и 1672 годах он дважды избирался послом на сеймы.